# Grande Scalinata del Titanic

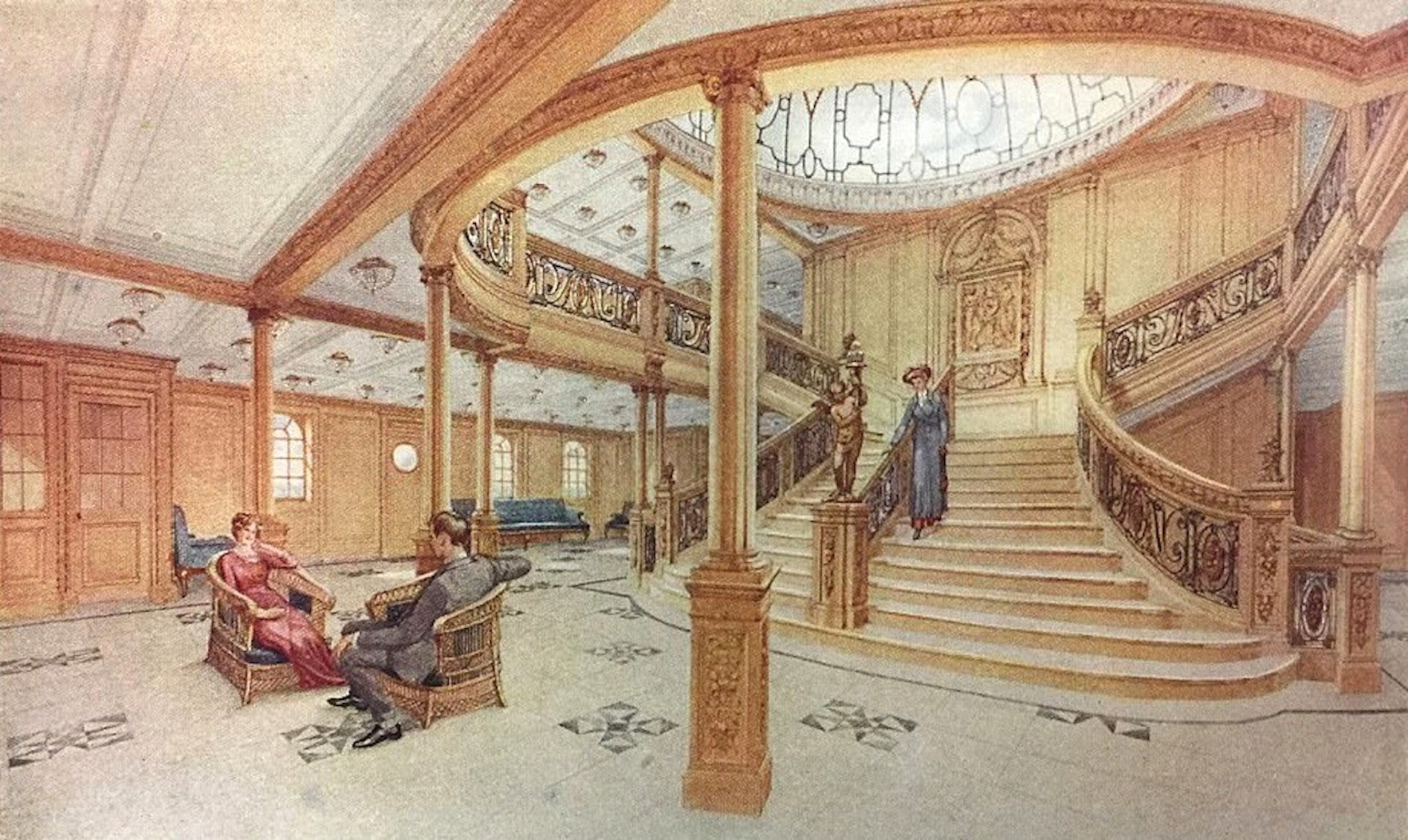
Illustrazione contemporanea della Grande Scalinata del RMS Titanic e del RMS Olympic, pubblicata per la prima volta nel 1911.

La Grande Scalinata del Titanic era una delle due grandi scale finemente decorate che fungevano da ingresso nella sezione di prima classe del RMS Titanic, divenuta l'elemento decorativo più noto degli interni dello sfortunato transatlantico. Si tratta di due scale dello stesso tipo, una più piccola dell'altra, e servivano a collegare tutti i ponti di prima classe della nave.

## Posizione
La scalinata principale era situata nella parte prodiera della nave (tra il primo e il secondo fumaiolo), e costituiva il principale collegamento tra i ponti per i passeggeri di prima classe e il punto di ingresso a numerose sale pubbliche. Scendeva in sette livelli: tra il Ponte Lance e il Ponte E. La seconda scalinata era nella sezione di poppa (tra il terzo e il quarto fumaiolo).

## Stile e arredamento

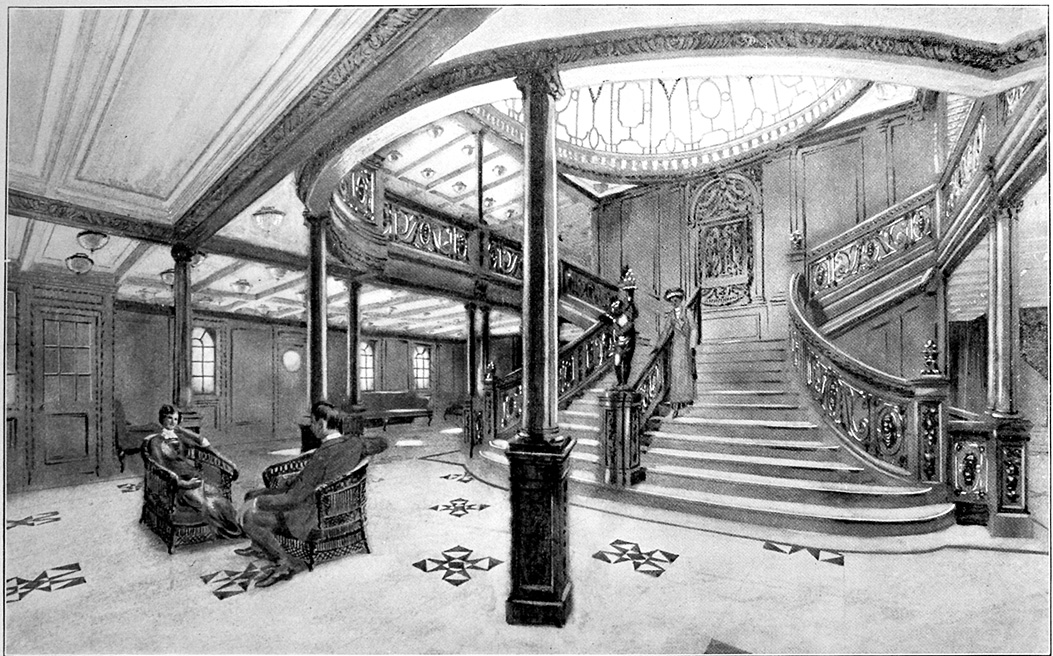
Disegno della sala d'ingresso e la scalinata dell'Olympic e del Titanic, come descritte negli opuscoli in bianco e nero. Le scale delle due navi erano praticamente identiche.

La grande scalinata prodiera era il pezzo forte delle sale pubbliche di prima classe del Titanic. Il Ponte A, alto due piani, presentava una grande cupola in ferro battuto e vetro che (come un lucernario) consentiva alla luce del sole di entrare nella tromba delle scale durante il giorno. La cupola era orlata da una trabeazione in gesso delicatamente modellato e poggiava sull'alloggiamento del ponte che circondava il vano scala. Era coperta da una struttura a forma di scatola che serviva a proteggere la cupola dalle intemperie. Al centro della cupola era appeso un grande lampadario. I piccoli lampadari con perline sono rimasti appesi nelle parti anteriori del Ponte A e del Ponte Lance, mentre gli altri ponti contenevano paralumi di vetro tagliato.
Ogni scala era in solida quercia irlandese, con ciascuna ringhiera contenente elaborate griglie in ferro battuto con festoni in bronzo dorato in stile Luigi XIV, e gli ingressi circostanti erano rivestiti con gli stessi pannelli di quercia lucida scolpiti in stile neoclassico. Le scale erano larghe 20 piedi (6 metri).
Proprio dietro la scala c'erano tre vani ascensore che fornivano ai passeggeri l'accesso dalle loro cabine al ponte della passeggiata. I pavimenti erano rivestiti con piastrelle di linoleum color crema intervallate da medaglioni neri. Poltrone e divani rivestiti di blu erano sistemati appena fuori dalle scale e palme in vaso su supporti rialzati punteggiavano ogni livello. Al livello del Ponte Lance c'era un pianoforte che permetteva all'orchestra della nave di tenere concerti improvvisati nella tromba delle scale.

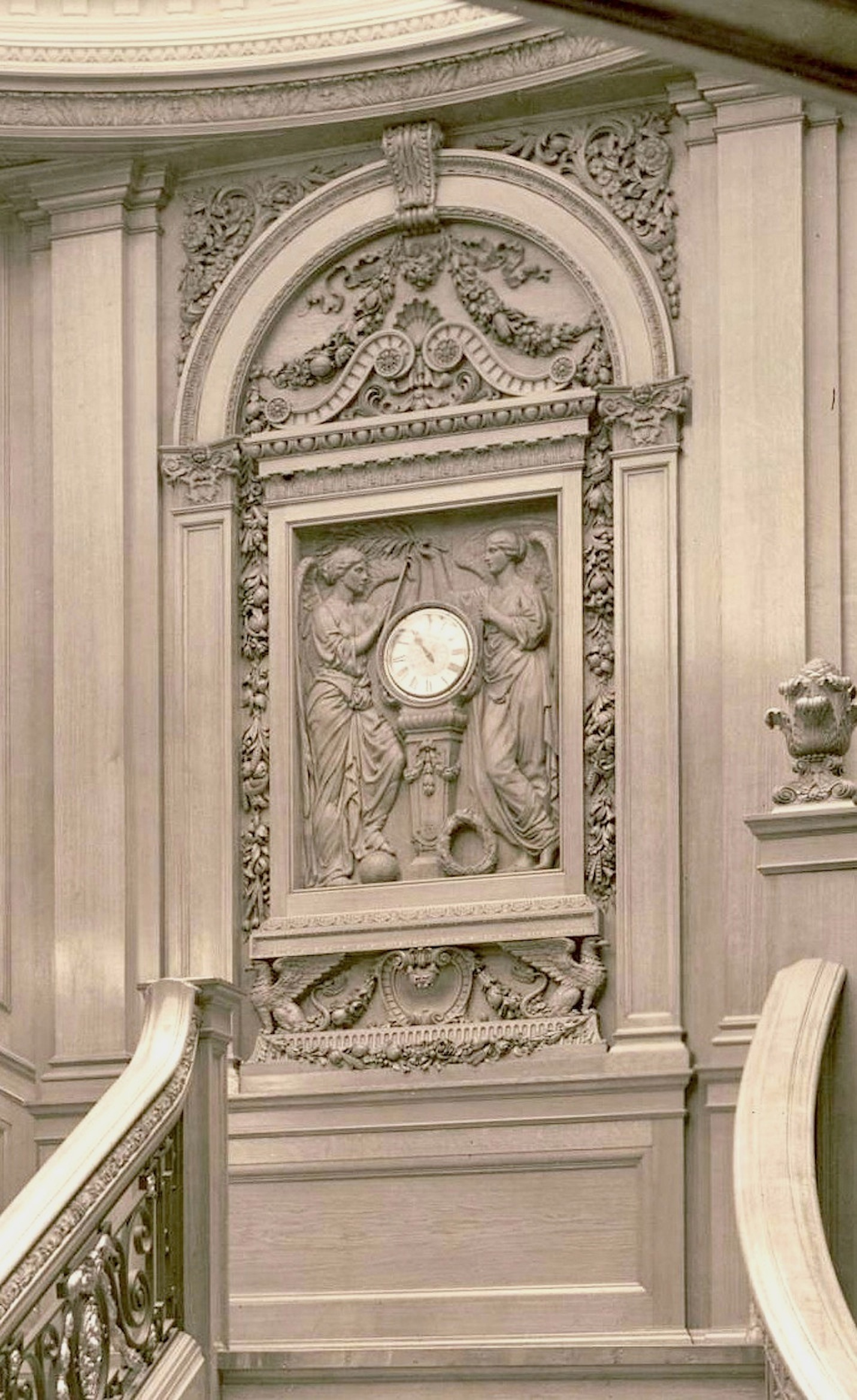
Replica dell'orologio.

Sopra il primo pianerottolo centrale dello Scalone d'Onore del Ponte A, appena sotto la cupola, c'era un orologio allegorico da parete in stile eclettico neoclassico, fiancheggiato da due figure allegoriche scolpite che simboleggiavano "L'onore e la gloria che incoronano il tempo". L'orologio è diventato popolare grazie alla sua rappresentazione di spicco nel film di successo del 1997 Titanic.
Una scultura di cherubino in bronzo, che regge una torcia illuminata, abbelliva il pianerottolo centrale alla base della scala. Il cherubino è stato recuperato dal relitto nel 1987. Probabilmente c'erano repliche più piccole di cherubini che adornavano entrambe le estremità dei Ponti B e C. Al livello del ponte D, quando la scala si apriva sul salone dei ricevimenti, il palo centrale reggeva un enorme candelabro dorato con illuminazione elettrica.